# Polynormande 2024
De 44e editie van de Franse wielerwedstrijd Polynormande werd verreden op 11 augustus 2024. Titelverdediger was de Belg Arnaud De Lie. Zijn opvolger werd na bijna vier uur koers Paul Lapeira.

## Verloop
De wedstrijd startte in Avranches en de finish lag net geen 170 kilometer verderop in Saint-Martin-de-Landelles. Dit waren dezelfde start en finishplaatsen als een jaar eerder.
Paul Lapeira was met enkele andere renners, waaronder de Nederlander Pascal Eenkhoorn en de Belg Liam Slock geruime tijd aan kop van de koers. Het peloton wist de kopgroep dan ook niet meer te achterhalen voor de finish. In een sprint om de zege versloeg Lapeira, die vorig jaar nog vierde werd, Eenkhoorn en Brieuc Rolland.
De wedstrijd was onderdeel van de Coupe de France en de UCI Europe Tour.

## Uitslag
| Plaats  | Naam                | Ploeg                           | tijd     |
| ------- | ------------------- | ------------------------------- | -------- |
| Winnaar | Paul Lapeira        | Decathlon AG2R La Mondiale Team | 3u56'04" |
| 2       | Pascal Eenkhoorn    | Lotto-Dstny                     | z.t.     |
| 3       | Brieuc Rolland      | Groupama-FDJ                    | z.t.     |
| 4       | Liam Slock          | Lotto-Dstny                     | + 7"     |
| 5       | Pierre Henry Basset | CIC U Nantes Atlantique         | z.t.     |
| 6       | Anthony Delaplace   | Arkéa-B&B Hotels                | z.t.     |
| 7       | Jean-Louis Le Ny    | Nice Métropole Côte d'Azur      | z.t.     |
| 8       | Mathis Le Berre     | Arkéa-B&B Hotels                | + 19"    |
| 9       | Matis Louvel        | Arkéa-B&B Hotels                | + 2'17"  |
| 10      | Alexandre Delettre  | St Michel-Mavic-Auber93         | z.t.     |